# Gastón Pons Muzzo
Gastón Pons Muzzo (Tacna, 3 de julio de 1922-Lima, 6 de enero de 2004) fue un químico peruano. Docente y rector de la  Universidad Nacional Mayor de San Marcos.

## Biografía
Nació el 3 de julio de 1922, en la ciudad de Tacna, entonces bajo administración de Chile. Sus padres fueron los tacneños Bartolomé Pons Salleres y Elsa Muzzo Vázquez. Uno de sus hermanos fue Gustavo Pons Muzzo, historiador y docente.
En 1925, su familia fue expulsada de Tacna por las autoridades chilenas de ocupación y se vio obligada a trasladarse a Lima. Allí cursó sus estudios escolares, en el Colegio Salesiano y en el Colegio Superior.
En 1939 ingresó a la Universidad Nacional Mayor de San Marcos (UNMSM), donde cursó física y química. Obtuvo su título de químico en 1946, y posteriormente se graduó de bachiller en Química.
Se unió a la plana docente de su alma mater para colaborar con el laboratorio de química general del Departamento de Química. También fue catedrático de Física y Química con libros de los cuales era autor. Al mismo tiempo fue profesor de Química y Física en la Gran Unidad Escolar Melitón Carvajal (1951-1964).
Fue decano de la Facultad de Química de 1964 a 1967. Después de llevar otros cargos importantes y ser consultor de ciencias en la UNMSM a inicios de los años 1970, fue elegido presidente de la Sociedad Química del Perú de 1974 a 1977. En este último año fue elegido rector de la UNMSM, cargo que ejerció hasta 1984.
En 1985 fue condecorado por el gobierno en reconocimiento a su trabajo como rector.
Después de su retiro de la Universidad Nacional Mayor de San Marcos, fue elegido nuevamente para un período a cargo de la Sociedad Química Peruana de 1988 a 1989.
En 1996 fue elegido presidente de la comisión encargada de crear la Universidad Cristiana del Perú María Inmaculada de Magdalena del Mar, pero problemas de salud lo condujeron al retiro en 2001.
Murió el 6 de enero de 2004 en Lima, a la edad de 81 años.

## Publicaciones
- Físicoquímica  (1.ª edición, 1969; 6.ª edición: Editorial Universo, Lima, 1985), curso universitario.
- Química General. Versión SI (Editorial Bruño, Lima, 1987).
- 285 problemas resueltos de Química General. Versión SI (Asociación Editorial Stella, Lima, 1992), complemento de la obra anterior.
- Tratado de Química-Física (2000).

También es autor de dos textos escolares de Química y uno de Ciencias de la Naturaleza, que tuvieron varias ediciones.

## Condecoraciones y distinciones
- Profesor honorario de la Universidad de Sōka y de la Universidad de Leipzig.
- Medalla Andrés Bello de la Universidad de Chile.
- Medalla Orden al Mérito Universitario de la Universidad de Morón.
- Profesor emérito de la UNMSM.
- Premio CONCYTEC en el área de investigación química (1969).
- Profesor honorario de la Universidad Nacional José Faustino Sánchez Carrión.
- Doctor honoris causa de la Universidad Nacional de Educación Enrique Guzmán y Valle La Cantuta.

| Predecesor: Juan de Dios Guevara | Rector de la Universidad de San Marcos 1977 - 1984 | Sucesor: Antonio Cornejo Polar |